# Mariliana niveopicta
Mariliana niveopicta là một loài bọ cánh cứng trong họ Cerambycidae.